# Nhân Thịnh
Nhân Thịnh là một xã thuộc huyện Lý Nhân, tỉnh Hà Nam, Việt Nam.

## Địa lý
Xã Nhân Thịnh nằm ở phía Đông huyện Lý Nhân, có địa giới hành chính:
- Phía đông và phía bắc giáp huyện Hưng Hà, tỉnh Thái Bình
- Phía tây giáp xã Nhân Mỹ và xã Trần Hưng Đạo
- Phía nam giáp xã Phú Phúc

Xã Nhân Thịnh có diện tích 11,08 km², dân số năm 1999 là 9206 người, mật độ dân số đạt 831 người/km².

## Hành chính
Xã Nhân Thịnh gồm các Làng (xóm): Lam Cầu, Đòng Thủy, Nội, Giá, Bàng Ba (xổ), Hùng Tiến, Bàng Nhì, Guộc, Do đạo. Trong đó Làng Do Đạo gồm có 6 xóm đánh thứ tự từ 1-6. Làng Do Đạo có địa giới được bao bọc bởi đê Hưu sông Hồng và đê Bối.